# Allard Pierson

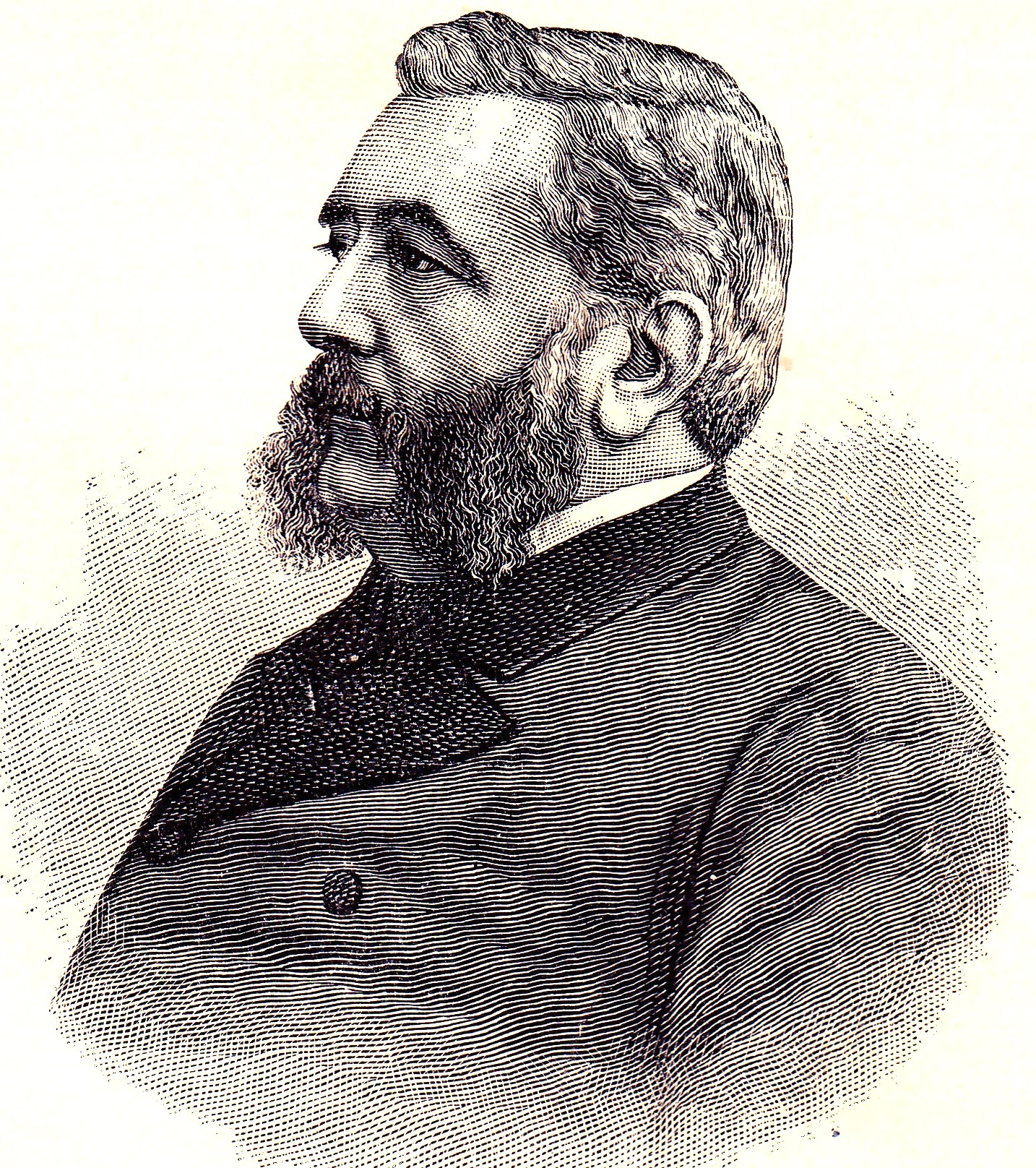
Allard Pierson

Allard Pierson (* 8. April 1831 in Amsterdam; † 27. Mai 1896 in Almen (Provinz Gelderland)) war ein niederländischer Theologe und Kunsthistoriker.

## Leben
Allard Pierson war der Sohn des Amsterdamer Kaufmanns Jan Lodwijk Gregory Pierson (1806–1873) und ein Bruder von Nicolaas Pierson, einem Bankier und Ministerpräsidenten. Er wurde an der Universität Utrecht mit der Dissertation De realismo et nominalismo über das Universalienproblem zum Doktor der evangelischen Theologie promoviert. Er war von 1857 bis 1865 Prediger in Rotterdam.
Dann legte er sein Predigeramt nieder, weil er seine Überzeugungen nicht mit denen seiner Kirche vereinbaren konnte. Von 1870 bis 1874 lehrte er an der evangelisch-theologischen Fakultät der Universität Heidelberg. Dann wurde er Professor für Kunstgeschichte, Ästhetik und moderne Sprachen an der Universität von Amsterdam. 1876 veröffentlichte er unter dem Titel A funeral eine 150 Seiten starke Rezension zweier dogmatisch-theologischer Werke, die als bis dahin vernichtendste Kritik der niederländischen Theologie gilt. Sie trug zu einer Reform der Hochschulausbildung, auch an theologischen Fakultäten, in den Niederlanden bei.
Das Allard Pierson Museum der Universität von Amsterdam ist nach ihm benannt. Seit 1886 war er Mitglied der Königlich Niederländischen Akademie der Wissenschaften.

## Publikationen
- Intimis. Mededeelingen, Utrecht 1861; 5. Auflage 1881
- Gedichten (Haarlem 1882)
- Richting en leven, 2. Auflage, Haarlem 1883; deutsch, Berlin 1866
- Geschiedenis van het katholicisme, 4 Bde., Haarlem 1865–72
- Een studië over de geschriften van Israëls profeten, Amsterdam 1877
- Studiën over Joh. Kalvyn, Amsterdam 1880; neue Folge 1883 und 1891
- Verisimilia, verfasst zusammen mit Naber, Amsterdam 1886
- Geestelijke voorouders, 3 Bde. Haarlem 1887–93

Ferner übersetzte Pierson die Orestie des Aischylos ins Niederländische (Den Haag 1882). Eine zweibändige Sammlung seiner von 1882 bis 1894 veröffentlichten Schriften erschien von 1901 bis 1905 in Den Haag.